# 邢伟平
邢伟平（1967年3月—），男，辽宁丹东人，中华人民共和国外交官，现任中华人民共和国驻古晋总领事。1987年6月加入中国共产党。

## 生平
1989年，毕业于上海外国语学院德语专业，进入中共中央对外联络部工作。1992年，调至中华人民共和国外交部工作，先后在驻德国大使馆、外交部西欧司、驻苏黎世总领事馆、驻瑞士大使馆、外交部办公厅、驻汉堡总领事馆、驻法兰克福总领事馆任职。2017年，任驻德国大使馆参赞。2019年，挂职四川省内江市副市长。2022年6月，出任中华人民共和国驻古晋总领事。